# Список керівників держав 396 року
Список керівників держав 396 року — це перелік правителів країн світу 396 року.
Список керівників держав 395 року — 396 рік — Список керівників держав 397 року — Список керівників держав за роками

## Європа
- Арморика — Градлон Великий (395—424)
- Боспорська держава — цар Тейран II (391/402—421)
- плем'я вандалів — король Годигісел (359-406)
- король вестготів — Аларіх I (382—410)
- плем'я гунів — цар Улдін (390—412); Донат (390—412)
- Дал Ріада — ?
- Думнонія — Гворемор ап Гадеон (387/390-400)
- Ірландія — верховний король Ніл Дев'яти Заручників (376—405)
- Римська імперія:
  - захід — Гонорій (395—423)
  - схід — Аркадій (395—408)
- Святий Престол — папа римський — Сиріцій (384—399)
- Візантійський єпископ Нектарій (381—397)

## Азія
- Близький Схід
- Гассаніди — Аль-Ну'ман III ібн Амр (391—418)
- Диньяваді (династія Сур'я) — раджа Тюрія Вунна (375—418)
- Іберійське царство — цар Тірдат (394 — 406)
- Велика Вірменія — Врамшапух (392/400 — 414)
- Кавказька Албанія — цар Сатой (387/388-399)
- Індія
  - Царство Вакатаків — імператор Дівакарасена (385—400)
  - Імперія Гуптів — Чандрагупта II (380—415)
  - Західні Кшатрапи — махакшатрап Рудрасімха III (388—395/415)
  - Держава Кадамба — Багітарха (390-415)
  - Раджарата — раджа Упатісса I (370—412)
- Індонезія
  - Тарума — Пурнаварман (395—434)
- Китай
  - Династія Цзінь — Сима Яо (372—396/397)
  - Туюхун (Тогон) — Мужун Шипі (390—400)
  - Династія Пізня Цінь — Яо Сін (394—416)
  - Династія Пізня Янь — Мужун Чуй (394—396); Мужун Бао (396—398)
  - Династія Північна Вей — Дао У-ді (386—409)
  - Династія Пізня Лян — Люй Ґуан (386—400)
- Корея
  - Кая (племінний союз) — ван Ісіпхум (346—407)
  - Когурьо — тхеван (король) Квангетхо (391—413)
  - Пекче — король Асін (392—405)
  - Сілла — ісагим (король) Немуль (356—402)
- Паган — король К'яунг Ту Іт (387—412)
- Персія
  - Держава Сасанідів — шахіншах Бахрам IV (388—399)
- Тямпа — Бхадраварман I (377/380 — 413)
- Хим'яр — Дара'мар Айман II (375—410)
- Японія — Імператор Нінтоку (313-399)

## Африка
- Африка (римська провінція) — Флавій Аніцій Пробін (396—397)

## Північна Америка
- Мутульське царство — Яш-Ну'н-Ахіін I (378/379 — 404)
- Теотіуакан — Атлатлькавак (374—439)